# 大泉兼蔵
大泉 兼蔵（おおいずみ けんぞう、1898年8月8日 - 没年不明）は、日本の社会運動家。

## 経歴
新潟県西蒲原郡燕町（現燕市）仙木の貧農の長男に生まれた。小学校卒業後農業に従事。小作農の貧しさから1920年春、仙木に農民組合を組織、1921年日本農民組合（日農）関東同盟に加盟、同組合仙木支部員、新潟県連合会執行委員として農民運動で活動。1925年全日本無産青年同盟と労働農民党に加入。1927年12月、オルグとして新潟に来ていた河合悦三の勧めで日本共産党に入党、中越地区細胞に所属。1928年、三・一五事件で検挙されたが党員であることが発覚せず約1か月で釈放された。のち上京し、1929年2月頃からしばらく自由労働者集団の中に入っていた。河合との連絡を回復、命を受け帰郷し新潟県下の被害状況を調査したが、運動の状況の悲惨さに党がいやになり活動を停止。
同年8月頃、四・一六事件の余波を受け検挙されたが、このとき新潟県特高課長刀祢有秋の勧誘でスパイとなることを応諾、釈放された。刀祢の指示で、1931年6月共産党の活動に復帰し、農民組合や共産党の資料を刀弥に提供し1回当たり30円から50円の報酬をもらうスパイになった。同年7月頃、党新潟県委員会が発足、宣伝部長に就任。1932年1月大泉が刀祢に連絡した結果、新潟県での共産党の一斉検挙が行われた。このとき検挙されなかった大泉をスパイだとする上申書が新潟県党員から党中央に提出されたが、大泉を信頼する党幹部はこの上申書を握りつぶした。新潟にいづらくなり同月刀弥と相談して上京、このときまでに合計4500円もの金額を警察から受け取った。これは現代の貨幣価値で数千万円に匹敵する。刀弥との連絡は同年8月で途絶えたが、刀祢から警視庁特高課長毛利基に大泉の存在は連絡されていた。
1932年1月党中央農民部入り。同年4月、相次ぎ捕らえられた赤津益造、磯崎巌の後任として、岩田義道の推薦で党農民部長。岩田の発議で、7月中央委員候補、中央組織部員。熊沢光子をハウスキーパーにする。1933年5月中央委員、共青（日本共産青年同盟）係。このころ三船留吉の査問を担当、スパイでないと報告した。
同年12月23日、警察に内通したスパイであるとして、小畑達夫とともに東京府東京市渋谷区幡ヶ谷の党アジトで査問を受け、スパイであることを自白したが、12月24日小畑が急死、査問は中止された（日本共産党スパイ査問事件）。その直後の党中央委員会で、スパイであることの基本的事実は明白として小畑とともに除名処分が決定。
翌12月24日付の『赤旗』（現『しんぶん赤旗』）の号外にて「小畑達夫、大泉兼蔵の両名は、プロパガートル（党内撹乱者）として除名し、党規に基づき極刑をもって断罪する」との党中央部の声明が掲載された。
査問中止後も大泉はアジトに留め置かれたが、1934年1月15日逃亡し、共産党スパイ査問事件が発覚した。
1934年10月予審尋問終結。1942年6月控訴院判決。同年12月大審院判決で治安維持法違反による懲役5年の実刑判決が確定。
敗戦後の1945年8月24日に出所。その後は政治運動にはかかわらず、事業に成功し、1972年東京建具商組合理事長となる。1983年秋、叙勲を受けた（勲五等双光旭日章）。